# قشر البرتقال (تأثير)

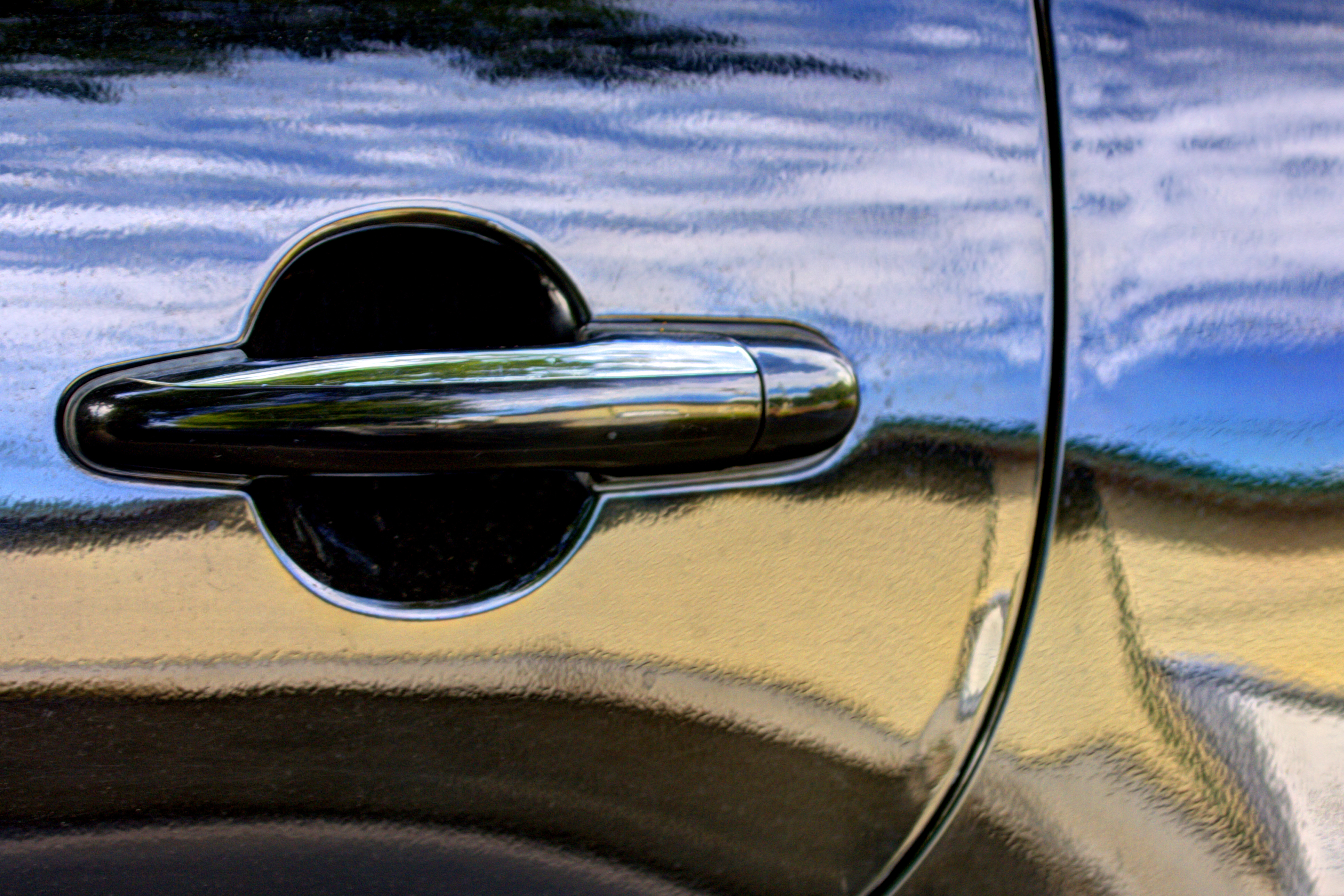
صورة لتأثير قشر البرتقال على باب السيارة.

يُعد قشر البرتقال نوعاً محدَداً من اللَّمسات النِّهائيَّة التي قد تتكوَّن على الأسطح الملوَّنة المطليَّة أو المصبوبة. إنَّ ملمسها يماثل ملمس سطح البرتقال، ومن هنا جاءت التَّسميَّة ب «قشر البرتقال». كما أنَّ الطِّلاء الذي يرش على سطح أملس (ك سطح جسم السيارة مثلًا) يجب أن يجف عليه. ومع ذلك، فإنَّ مختلف المصانع من الممكن أن تسبب تجفيف للأسطح مماثل للملمس الوعر الذي يشبه قشر البرتقال. إنَّ ظاهرة قشر البرتقال من الممكن بعد ذلك تنعيمها من خلال استخدام ورق صنفرة ناعم للغاية، ولكن من الممكن أن يمنع استخدامه لأنه قد يسبب تغيير على تقنية الطِّلاء أو الأدوات المستخدمة. عادةً قشر البرتقال هو نتيجة استخدام تقنية طلاء غير سليمة، والذي يسبب تبخر سريع للمواد الخفيفة منه، أو بخاخ طلاء غير صالح (فمثلًا؛ ضغط منخفض أو فوهة غير سليمة)، رش الطِّلاء بزاوية غير متعامدة مع السطح، أو وضع طلاء على الأسطح بشكل مفرط.
في بعض الحالات، مثل الطِّلاء الداخلي للمنزل، يكون ملمس قشر البرتقال مرغوب فيه. في هذه الحالة، عامَّة يتم تطبيق الطِّلاء بمسدس الرش. ثمَّ يتم الطلاء باللون المناسب. عند طلاء الجدران، فإنَّ ظاهرة قشر البرتقال قد تظهر أيضًا عند استخدام (رولر) مع كمية قليلة من الطِّلاء أو كمية كثيفة ما يجعل الأسطح تجف قبل أن تصبح مستوية.